# ㅛ

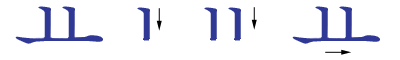
筆順

ㅛは、ハングルを構成する母音字母のひとつ。呼称はヨ（요）。20番目の字母（『訓蒙字会』以降は母音字母としては6番目、『訓民正音』当時は最初の「ㆍ」から8番目（最初の再出字））である。始めと終わりで音色の異なる二重母音を表す。

## 音声
母音/ㅣ/[i]の構えから/ㅗ/[o]を調音したときに生じる音。単独で発音した場合、硬口蓋半母音[j]による[jo]である。子音字母に後続する場合は、i系の上昇二重母音となり、前の子音は口蓋化する。

## 沿革
『訓民正音』の中声字において天を象る「ㆍ」2つと地を象る「ㅡ」とによって構成され、天を象る「ㆍ」が上側にあるため天から始まる陽母音の再出字（ㆍが二つの字）に分類される。世宗序では「如欲字中聲」と規定されている。
その名称は『訓蒙字会』（1527年）でヨ（要）とされた。

## ラテン文字転写
文化観光部2000年式、マッキューン＝ライシャワー式ともにyoと表記される。

## 文字コード
| 名称                | 種類   | コード | HTML実体参照コード | 表示 |
| HANGUL LETTER YO    | 単体字 | U+315B | &#12635;           | ㅛ   |
| HANGUL JUNGSEONG YO | 中声用 | U+116D | &#4461;            | ᅭ     |